# Джон Мъри (английски флотски капитан)
Джон Мъри (на английски: John Murray) е английски флотски офицер, изследовател на Австралия.

## Биография
Роден е около 1775 година вероятно в Единбург, Шотландия. През 1789 постъпва във военноморския флот. Постепенно се издига в служебната йерархия. През ноември 1800 пристига в Нов Южен Уелс като капитан на кораба „Морска свиня“ (на английски: Porpoise).
През 1801 г. придружава като помощник-капитан на кораба „Лейди Нелсън“ Джеймс Грант по време на неговото плаване покрай южния бряг на Австралия между 141º и 144º и.д. След завръщането си от плаването е назначен за капитан на същия кораб и продължава изследването на южното крайбрежие на континента. На 12 ноември 1801 г. отплава от Сидни и започва детайлно изследване на най-южното крайбрежие. На 4 януари 1802 открива входа на залива Порт Филип (38°05′ ю. ш. 144°50′ и. д. / 38.083333° ю. ш. 144.833333° и. д.), а на 14 януари – самия залив, на брега на който през 1835 е основан град Мелбърн. Прекарва повече от месец в изследване и картиране на залива и на 8 март официално издига британския флаг и влиза във владение. На 23 март се завръща в Сидни, като по пътя, в западната част на Басовия проток, открива остров Кинг (39°55′ ю. ш. 144°00′ и. д. / 39.916667° ю. ш. 144° и. д.).